# Афамант (Эсхил)
«Афамант» (др.-греч. Ἀθάμας) — трагедия древнегреческого драматурга Эсхила (первая половина V века до н. э.) на сюжет, взятый из беотийского мифологического цикла. Её текст почти полностью утрачен.

## Сюжет и судьба пьесы
Заглавный герой «Афаманта» — мифологический персонаж, царь беотийского Орхомена. Зевс передал его жене Ино своего сына от возлюбленной Диониса, а ревнивая жена бога Гера из-за этого наслала безумие на всю семью. Афамант убил собственного сына Леарха, Ино убила второго сына, Меликерта, и покончила с собой. После этого Афамант ушёл в изгнание. Он предлагал себя в жертву Зевсу, ахейцы уже были готовы заколоть его на алтаре, но Китисор спас Афаманта вопреки воле богов.
Неизвестно, в состав какой тетралогии Эсхил включил эту свою трагедию. Исследователи причисляют «Афаманта» к условному циклу «Драмы о старших героях» наряду с «Феорами», «Сизифом-беглецом», «Сизифом-камнекатом», «Перребиянками», «Иксионом», «Ниобой», «Аталантой» и др. Текст пьесы почти полностью утрачен. Сохранились только два коротких фрагмента, в которых речь идёт об убийстве Меликерта матерью: «Единого из рук ее приял котел, // Над очагом блюдомый на треножнике…» и «…И бронзовыми извлекая крючьями…».